# 어스시의 마법사

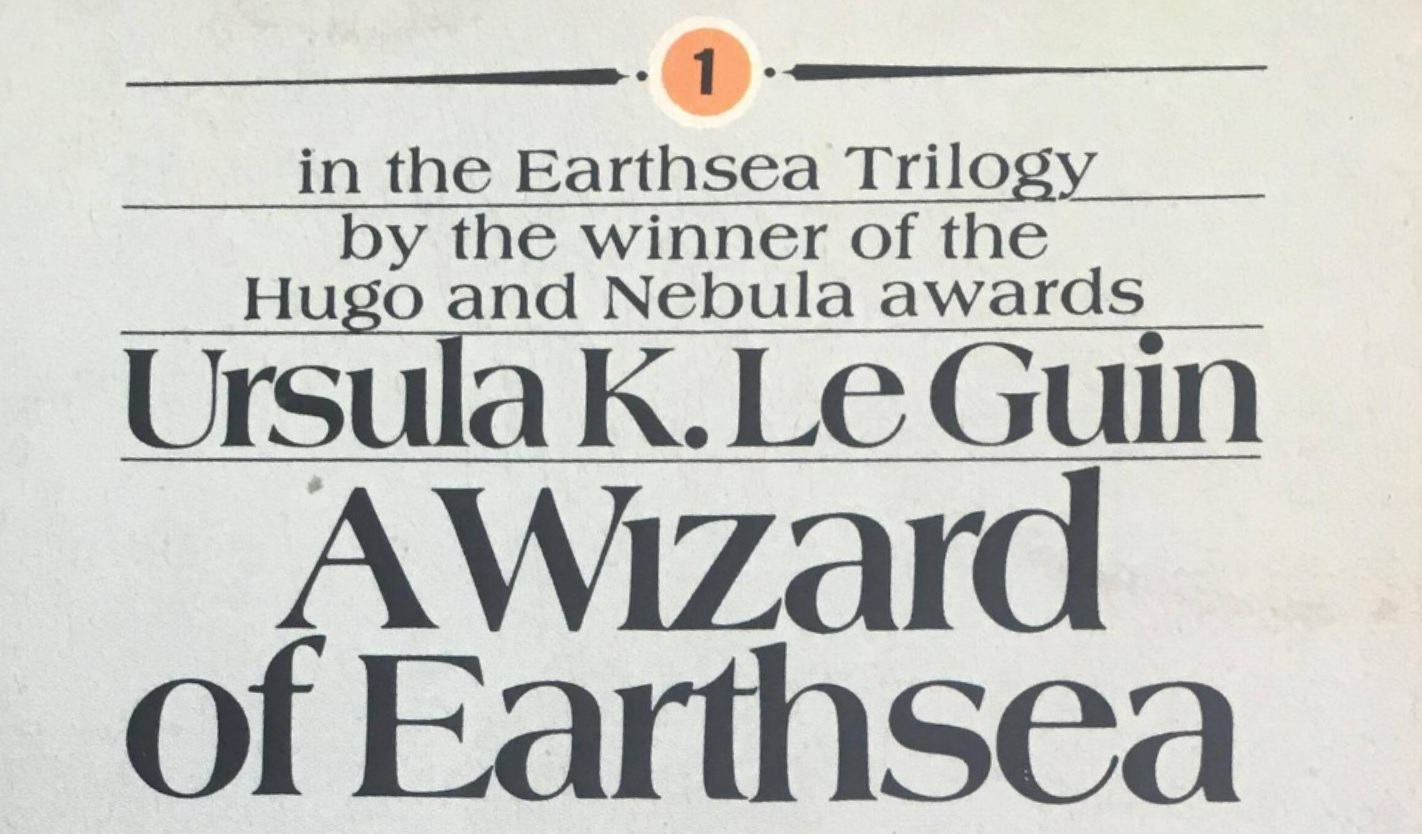

《어스시의 마법사》(A Wizard of Earthsea)는 어슐러 르 귄의 1968년 소설로, 《어스시 시리즈》의 첫 작품이다.